# Megaselia ustipennis
Megaselia ustipennis är en tvåvingeart som beskrevs av Borgmeier 1967. Megaselia ustipennis ingår i släktet Megaselia och familjen puckelflugor. Inga underarter finns listade i Catalogue of Life.